# Alan Walker (antropolog)
Alan Walker, född 23 augusti 1938 i Leicester, England, död 20 november 2017, var en brittisk paleoantropolog. 
Walker var professor vid Pennsylvania State University. Han är känd bland annat för fyndet av Turkanapojken.